# Tête-bêche

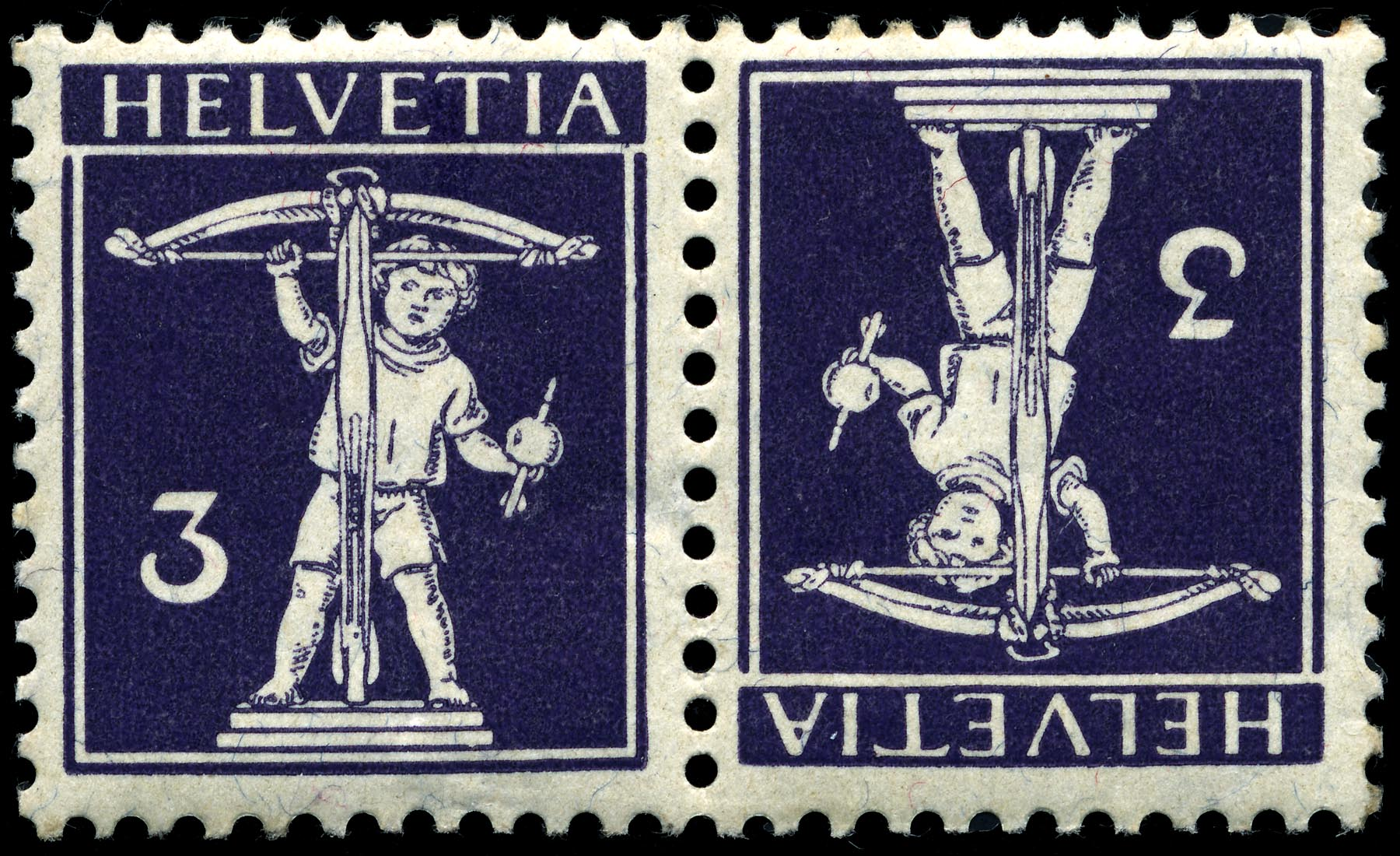
Suiza, 1910.

Tête-bêche (en francés: pies con cabeza), en la terminología filatélica es una pareja de sellos o estampillas en la que uno de ellos está invertido respecto al otro. Puede haber sido emitida intencional o accidentalmente.

## Descripción
Como cualquier par de estampillas, un tête-bêche puede estar en sentido vertical u horizontal. Los errores mecánicos durante el proceso de la producción pueden dar lugar a tête-bêches, pero en muchos casos los tête-bêches han sido producidos a fin de generar una variedad para ser coleccionada.
Un caso típico de producción de tête-bêche es en los carnés. Normalmente los pliegos impresos contienen múltiplos del bloque de sellos que contendrá el carné, lo que puede dar lugar a parejas tête-bêche. No es habitual que éstas lleguen al carné, ya que los bloques son debidamente cortados antes de la encuadernación. Sin embargo, un bloque de 24 estampillas de 5d Machin, que se debían guillotinar en cuatro páginas de carné, comprendía cuatro pares de tête-bêche. El bloque fue vendido normalmente en 1970 por la oficina de correos británica y se exhibe por un miembro del Comité Consultivo de Filatelia del Royal Mail.
Los tête-bêche de Suiza de 1921 fueron dispuestos así en origen, para ser emparejados como tales.

## Galería de invertidastête-bêche

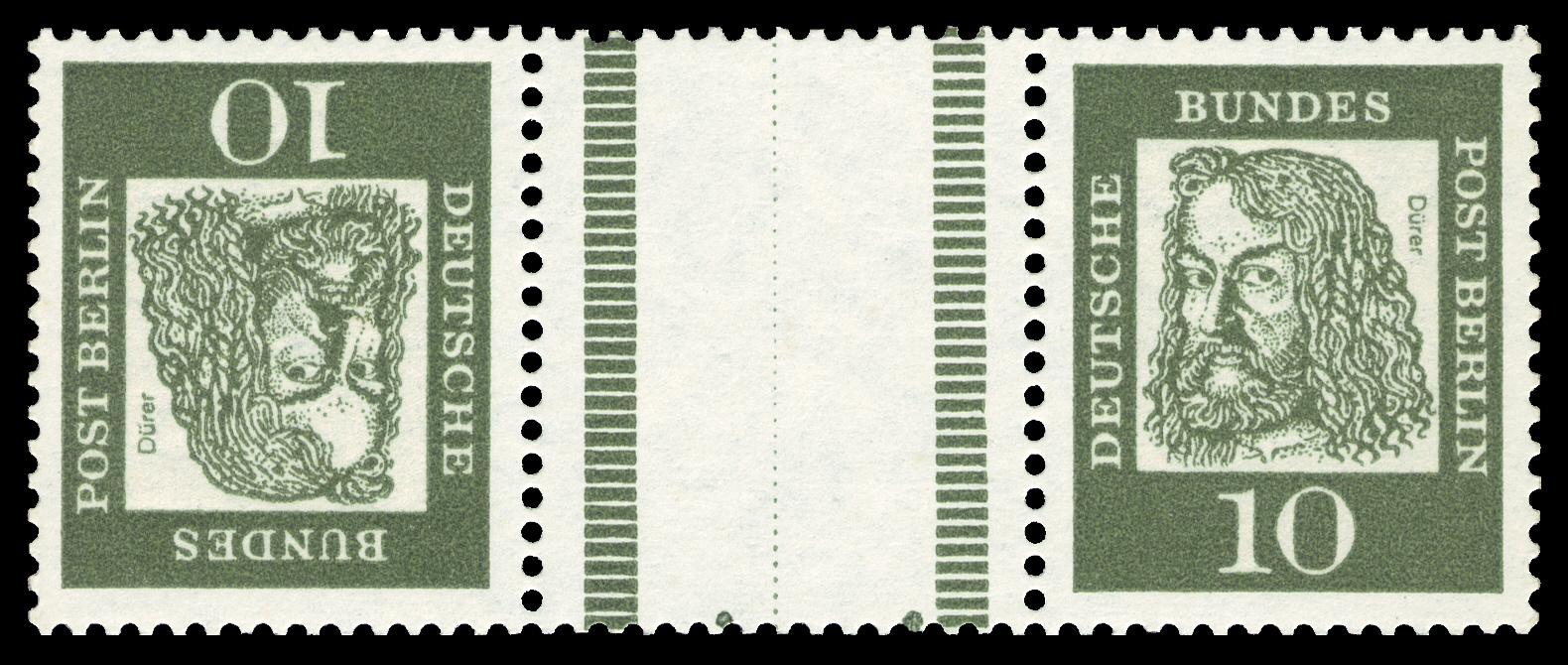
Alemania, 1961, conmemorativo a  A. Dürer con interpanel[3] separador
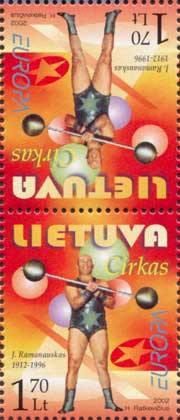
Lituania, 2002
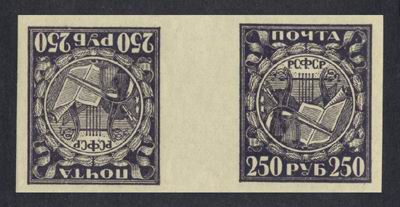
Rusia, indentados, 1921
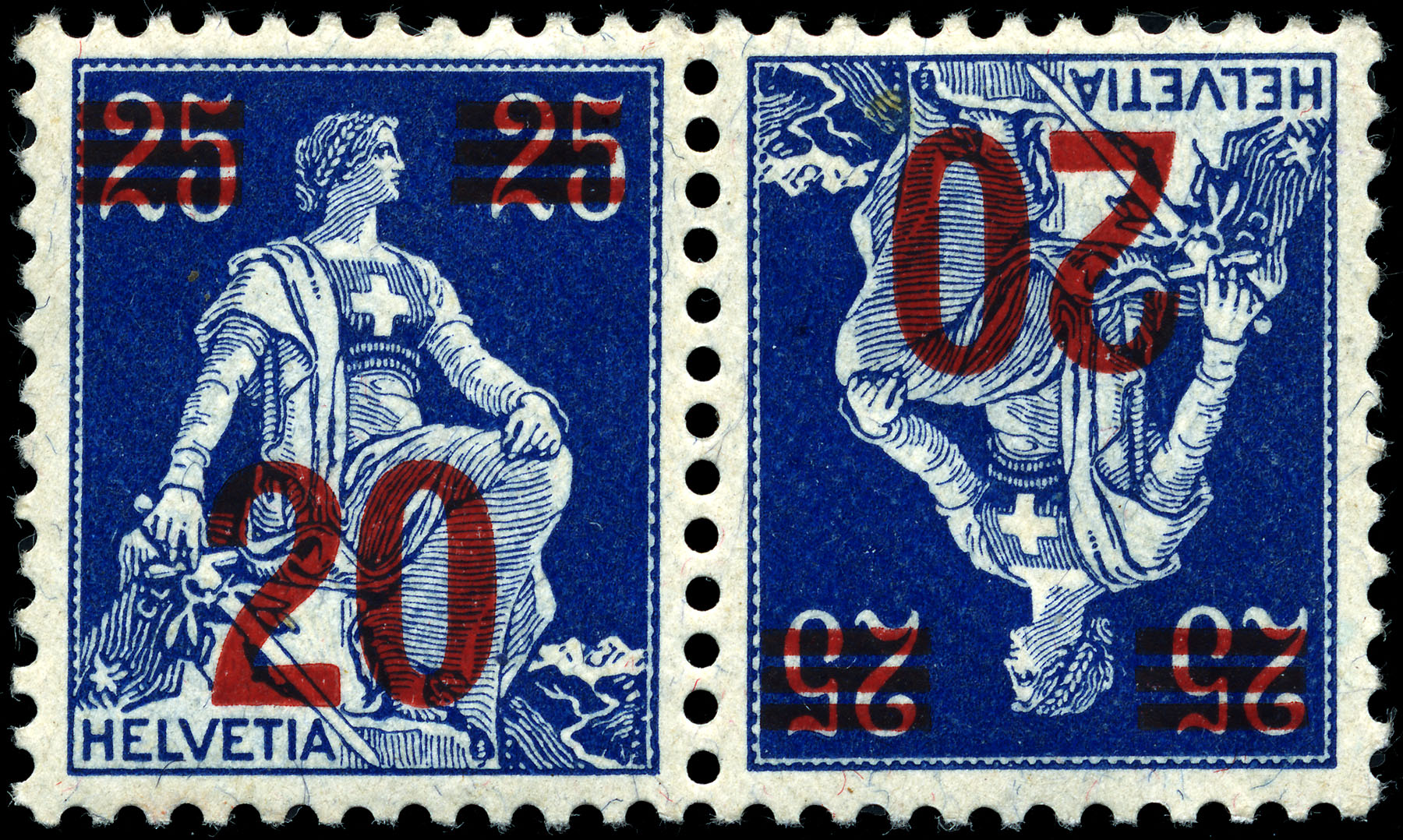
Suiza, 1921
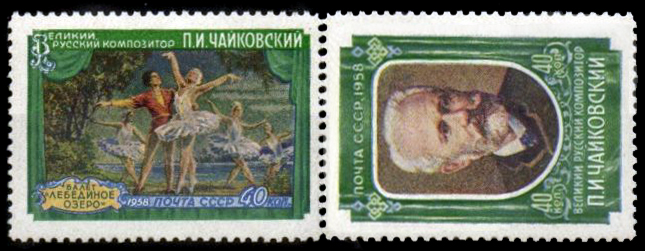
URSS, 1958, conmemorativa Chaikoski. Dupla rotada 90°
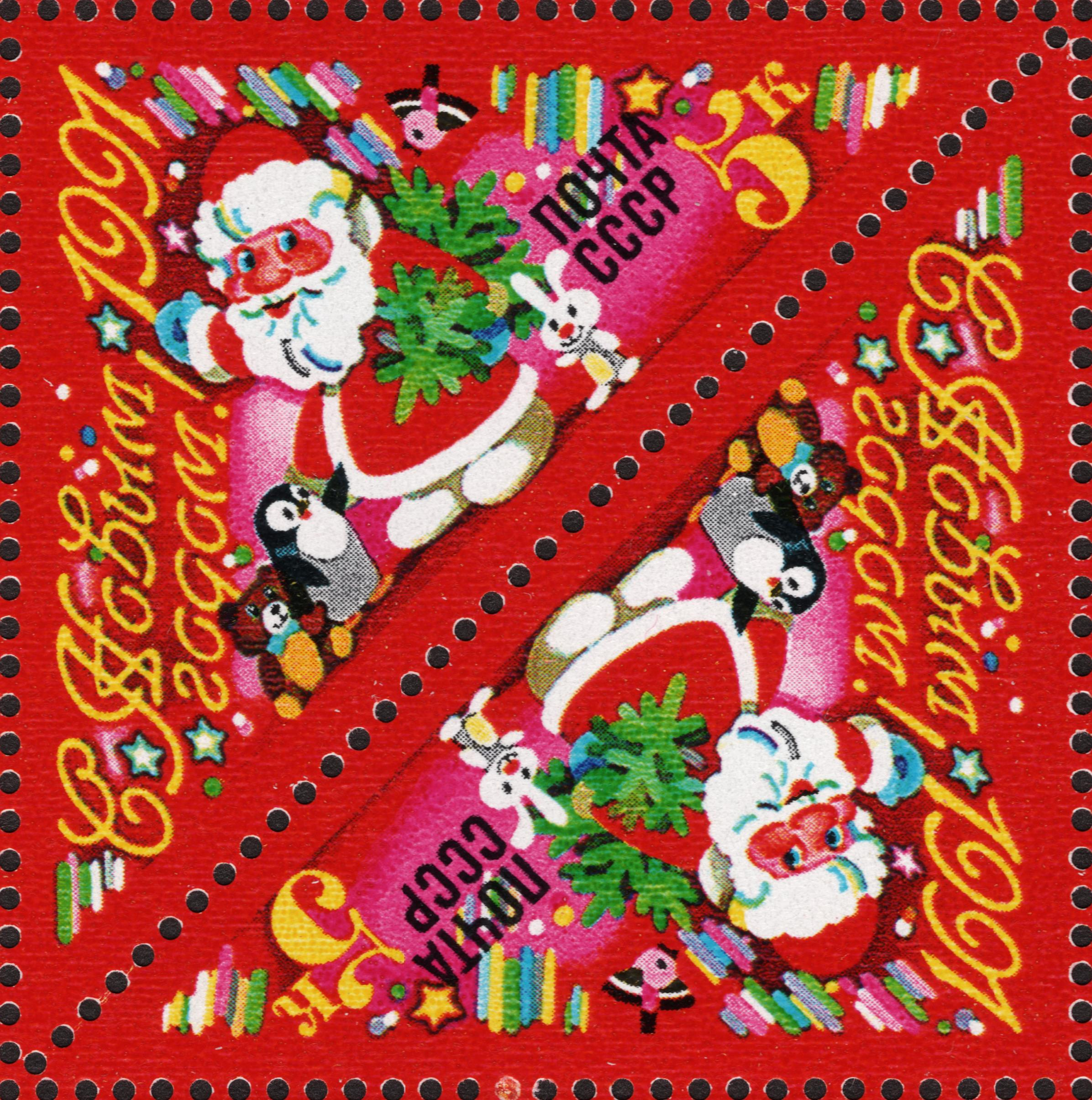
URSS, 1991, triangulares a propósito invertidas